# René Robert (photographe)
Pour les articles homonymes, voir René Robert et Robert.
René Robert, né le 4 mars 1936 à Fribourg en Suisse, et mort le 20 janvier 2022 à Paris, est un photographe franco-suisse spécialiste du flamenco.

## Biographie
René Robert naît le 4 mars 1936 à Fribourg. Avec un ami, il découvre la photo vers l’âge de douze ans. Il fait un apprentissage de trois ans chez un photographe à Lausanne avant de travailler pour une agence de presse à Genève.
Au milieu des années soixante, il s’installe à Paris. Il rencontre une danseuse suédoise venue pour y apprendre le flamenco, qui lui fait découvrir cet art. René Robert en devient à partir de 1967 l’un des grands portraitistes,. Il photographie en noir et blanc et en argentique des personnalités telles Paco de Lucía, Enrique Morente, Chano Lobato, Fernando Terremoto, Israel Galván, Rocío Molina et Andrés Marín,. Il a été professeur de photographie et a fait don de ses œuvres à la BNF.

### Mort
Dans la soirée du 19 au 20 janvier 2022, alors qu’il se promène rue de Turbigo, dans le quartier de la République à Paris, René Robert est pris d’un malaise et s’effondre en pleine rue, à la vue de tous les passants, indifférents à son état. Il agonise neuf heures durant, seul, sur le trottoir avant qu’un sans-abri ne s’inquiète et appelle les secours qui le transportent à l’hôpital Cochin où il meurt d’hypothermie, à l’âge de 85 ans,.

## Publications
- La rage & la grâce, les flamencos, Paris, Éditions Alternatives, 2001, 158 p. (ISBN 9782862273143)
- Gabriel Sandoval. (photogr. René Robert), Flamenco attitudes, Solar, 2003, 144 p. (ISBN 978-2263034770)

## Expositions
Les photographies de René Robert ont fait l’objet de nombreuses expositions, dont Paris, Nîmes, Luxembourg et Rome,.
- 2015 : « Un itinéraire en flamenco », Carré d’Art, Nîmes[2]
- 2017 : 3e biennale d’art flamenco, Palais de Chaillot, Paris[9]
- 2018 : « Chaillot, mémoire de la danse », Palais de Chaillot, Paris[10]
- 2019 : « La caméra au rythme du flamenco », Cosmopolis, Nantes[11]

## Collections publiques
Liste non exhaustive
- Bibliothèque nationale de France, Paris[12]